# Neoheteronyx noctivagus
Neoheteronyx noctivagus är en skalbaggsart som beskrevs av Lea 1924. Neoheteronyx noctivagus ingår i släktet Neoheteronyx och familjen Melolonthidae. Inga underarter finns listade i Catalogue of Life.